# My Tibet (könyv)
A My Tibet (Az én Tibetem) című könyv a 14. dalai láma, Tendzin Gyaco és egy ismert természetfotós, Galen Rowell szemén keresztül mutatja be Tibetet.

## Tartalma
A dalai láma esszéi és a Galen Rowell lélegzetelállító felvételei együttesen mutatják be Tibet féltett örökségét. 1950-ben, amikor a kínai kommunista csapatok megszállták a Nyugat-Európa méretű himalájai országot, a tibeti spirituális vezető tízéves volt. Tendzin Gyaco az Egyesült Nemzetek Szervezetéhez (ENSZ) fordult segítségért, majd a tél folyamán elmenekült egy határ menti településre, ahol hiába várták a nemzetközi politikai segítséget. Az azt követő években a dalai láma küzdött, hogy fenntartsa a békét Tibetben, ám 1959-ben kénytelen volt elmenekülni Indiába. Dharamszala városában megalapították a száműzetésben lévő tibeti kormányt, hogy megőrizhessék a tibeti kultúrát és felkészüljenek egy békés visszatérésre Tibetbe. Amikor az 1980-as években Kína megnyitotta Tibet kapuit a nyugati turisták felé, az egész világ számára kiderült, hogy Tibetet teljesen kifosztották és szétzúzták a kínai megszállás során. Egy tucat tibeti buddhista kolostor kivételével mintegy hatezer kolostort romboltak le. Az egykor egészséges állományban, háborítatlanul élő vadállatok szinte teljesen kipusztultak és a lakosság egyhatoda odaveszett. A könyv azt mutatja be, hogy a rengeteg kár ellenére továbbra is bőven van mit megmenteni Tibetben. A tibetiek számára a dalai láma Buddha együttérzésének a megtestesülése, aki e könyv kiadásáig harminc éven át támogatta a minden érző lény felé mutatandó erőszakmentességet és együttérzést.
A My Tibet nagyszerűen fejezi ki a dalai láma egyszerű üzenetét: „Az én vallásom egyszerű, a vallásom a kedvesség”. A dalai láma írásban osztja meg olvasójával azon nézetét, miszerint a világbéke, a boldogság, a környezettudatosság mind összefüggenek. Elmagyarázza a tibeti buddhisták zarándoklatainak jelentését és megosztja bensőséges fiatalkori élményeit, amikor még Tibet fővárosában élt, Lhászában. Az 1959 óta nem látott szülőföldjéről készült 108 képre adott reakcióiból kiderül mélységes hite, józan gondolkodása, nagylelkűsége és játékos humora.